# Welcome Back My Friends to the Show That Never Ends... Ladies and Gentlemen, Emerson, Lake & Palmer
Welcome Back My Friends to the Show That Never Ends... Ladies and Gentlemen, Emerson, Lake & Palmer – album koncertowy progresywnego zespołu Emerson, Lake and Palmer, wydany w roku 1974. Pierwotnie pojawił się w formie trzech płyt winylowych, obecnie dostępna jest również wersja dwukompaktowa.
Na płytach znalazły się utwory nagrane podczas światowej trasy koncertowej zespołu ELP z lat 1973-74, noszącej nazwę „Someone Get Me a Ladder”. Tytuł albumu pochodzi od pierwszych słów utworu "Karn Evil 9: First Impression, Part 2", jak również od pierwszych słów, jakimi muzycy witali publiczność, wypowiadanymi na początku utworu "Hoedown".
Album dotarł do 4. miejsca na liście Billboard, co jest najlepszym wynikiem w USA spośród wszystkich płyt Emerson, Lake and Palmer.
Większość z nagrań na tym albumie została już wcześniej wydana w formie prezentacji dla amerykańskiego programu radiowego "King Biscuit Flower Hour". W roku 1999 album został wydany w wersji CD. Wielbiciele zespołu mogli usłyszeć, w jaki sposób producent, Greg Lake, zmienił nieznacznie niektóre fragmenty utworów poprzez edycję efektów echa. Kasety pochodzące z "King Biscuit" pokazują jednak, że ELP nie nagrywali ponownie muzycznych partii swoich utworów w celu ich doszlifowania.

## Lista utworów

### Wydanie CD

#### Dysk I
1. "Hoedown" Z baletu Rodeo (Aaron Copland, arr. Emerson, Lake & Palmer) – 4:27
2. "Jerusalem" (Charles Hubert Hastings Parry, William Blake, arr. Emerson Lake & Palmer) – 3:20
3. "Toccata" Adaptacja pierwszego koncertu fortepianowego Ginastery (Alberto Ginastera, arr. Emerson) – 7:21
4. "Tarkus" – 27:24
  - "Eruption" (Emerson)
  - "Stones of Years" (Emerson, Lake)
  - "Iconoclast" (Emerson)
  - "Mass" (Emerson)
  - "Manticore" (Emerson)
  - "Battlefield" (Lake) zawiera "Epitaph" (Robert Fripp, Ian McDonald, Lake, Michael Giles, Peter Sinfield)
  - "Aquatarkus" (Emerson)
5. "Take a Pebble" (Lake) zawiera "Still...You Turn Me On" (Lake) oraz "Lucky Man" (Lake) – 11:06

#### Dysk II
1. "Piano Improvisations" zawiera "Fugue" Friedricha Gulda oraz "Little Rock Getaway"Joe Sullivana  (Emerson) – 11:54
2. "Take a Pebble (Conclusion)" (Lake) – 3:14
3. "Jeremy Bender" / "The Sheriff" (Emerson, Lake) – 5:26
4. "Karn Evil 9 (Emerson, Lake, Sinfield) – 35:21
  - "Karn Evil 9: 1st Impression" (Emerson, Lake, Sinfield)
  - "Karn Evil 9: 2nd Impression" (Emerson)
  - "Karn Evil 9: 3rd Impression" (Emerson, Lake, Sinfield)

### Oryginalne wydanie LP

#### Strona pierwsza
1. "Hoedown"
2. "Jerusalem"
3. "Toccata"

#### Strona druga
1. "Tarkus" – 16:42

#### Strona trzecia
1. "Tarkus (Conclusion)" – 10:42
2. "Take a Pebble", zawiera "Still...You Turn Me On" / "Lucky Man"

#### Strona czwarta
1. "Piano Improvisations"
2. "Take a Pebble (Conclusion)"
3. "Jeremy Bender" / "The Sheriff"

#### Strona piąta
1. "Karn Evil 9: 1st Impression" – 17:26

#### Strona szósta
1. "Karn Evil 9: 2nd Impression" – 7:36
2. "Karn Evil 9: 3rd Impression" – 10:17

## Twórcy
- Keith Emerson – instrumenty klawiszowe
- Greg Lake – gitara basowa, gitary, śpiew
- Carl Palmer – perkusja, instrumenty perkusyjne